# El Centinela (kulle)
El Centinela är en kulle i Antarktis. Den ligger i Västantarktis. Argentina, Chile och Storbritannien gör anspråk på området. Toppen på El Centinela är 944 meter över havet.
Terrängen runt El Centinela är kuperad åt sydväst, men åt nordost är den bergig. Trakten är obefolkad. Det finns inga samhällen i närheten.